# Vlaams-Europees Verbindingsagentschap
Het Vlaams-Europees verbindingsagentschap, kortweg VLEVA, is een vzw die in 2006 werd opgericht in opdracht van Vlaams minister van Buitenlandse Aangelegenheden Geert Bourgeois (N-VA). De organisatie ontstond als een publiek-private samenwerking (pps) tussen de Vlaamse Regering en het Vlaamse middenveld.
VLEVA heeft als doel de brug te slaan tussen Vlaanderen en Europa, in beide richtingen. Het agentschap wil Vlaanderen nauwer betrekken bij het Europese beleid en zorgt ervoor dat Vlaamse belanghebbenden correct en tijdig worden geïnformeerd.

## Leden & Partners
VLEVA heeft volgende leden: 
- ACV Innovatief vzw
- Agoria
- Belgian Nuclear Forum
- De Blauwe Cluster
- Boerenbond
- Bond Beter Leefmilieu
- Brussels Airport Company
- Comeos
- Cultuurloket
- Digitaal Vlaanderen
- Embuild Vlaanderen
- essenscia
- Fevia
- Fedustria
- GO! onderwijs van de Vlaamse Gemeenschap
- Gezinsbond
- Instituut voor Landbouw-, Visserij- en Voedingsonderzoek (ILVO)
- Interuniversitair Micro-Electronica Centrum VZW (imec)
- De Lijn
- North Sea Port
- pharma.be
- Port of Antwerp-Bruges
- Provinciaal Onderwijs Vlaanderen
- Provincie Limburg
- SYNTRA
- Toerisme Vlaanderen
- Transport en Logistiek Vlaanderen
- Unie van Zelfstandige Ondernemers (UNIZO)
- Vereniging van de Vlaamse Provincies (VVP)
- Vereniging van de Vlaamse Steden en Gemeenten (VVSG)
- Vereniging voor Social-Profit Ondernemingen (Verso)
- Vlaams Centrum voor Agro- en Visserijmarketing (VLAM)
- Vlaams Instituut voor de Zee (VLIZ)
- Vlaams Netwerk van Ondernemingen (Voka)
- Vlaamse Hogescholenraad
- Vlaamse Instelling voor Technologisch Onderzoek (VITO)
- VITO Kenniscentrum Water
- Vlaamse Interuniversitaire Raad (VLIR)
- Vlaamse Milieumaatschappij (VMM)
- De Vlaamse Waterweg
- Vlanot/IRBN

VLEVA heeft eveneens een partnerschap met: 
- Taalunie
- Het Ministerie van de Duitstalige Gemeenschap

## Werking
VLEVA wordt bestuurd door het middenveld, vertegenwoordigers van Vlaamse lokale en regionale overheden en andere instellingen. Voorzitter van de vzw Vlaams-Europees verbindingsagentschap is Dirk Rochtus.
De dagelijkse leiding is in handen van algemeen directeur Jan Buysse.
De werking van VLEVA is gestoeld op vier kerntaken:
1. Monitor
Op de VLEVA-website vind je jouw dagelijkse portie Europees nieuws, gebaseerd op Europese beleidsdocumenten die VLEVA filtert en analyseert vanuit een Vlaamse focus. VLEVA biedt overzichtelijke nieuwsartikels, laagdrempelige berichtgeving, open en gesloten infosessies, webinars etc.
2. Interface
VLEVA maakt je wegwijs in Europa. VLEVA neemt geen standpunten in, maar ondersteunt haar leden en de overheden bij lobbyactiviteiten. We zorgen ervoor dat de juiste informatie op het juiste tijdstip bij de juiste persoon terechtkomt. VLEVA verbindt belanghebbenden en beleidsmakers met elkaar.
3. Netwerkbouwer
VLEVA volgt en bouwt netwerken binnen Vlaanderen en met Europese partners en instellingen. Dat is de basis voor informatie-uitwisseling en belangenbehartiging. Wij leren ook graag jou kennen.
4. EU-subsidieloket & subsidiefacilitator
VLEVA detecteert en signaleert EU-financieringsmogelijkheden. VLEVA biedt een subsidiegids en subsidiewijzer aan waarop alle EU-subsidieprogramma’s en –calls verschijnen. VLEVA levert eerstelijnsdienstverlening, in nauwe afstemming en samenwerking met leden en partners.